# 2013年のFIFAバロンドール
2013年のFIFAバロンドールの受賞者は、2014年1月13日にスイス・チューリッヒで行われた授賞式で発表され、男子はクリスティアーノ・ロナウド（レアル・マドリード、ポルトガル代表）が5年ぶりに受賞し、女子はナディネ・アンゲラー（ドイツ代表）が初受賞した。

## 投票
2013年10月29日、フランス・フットボール誌とFIFAフットボール・コミッティのメンバーによって各賞のノミネート選手・監督が発表された。国際サッカー連盟（FIFA）に加盟する各国において、ジャーナリスト（1人）、代表監督、代表キャプテンの計3人が投票資格を有し、投票の有資格者はそれぞれの賞に対して、ノミネートされた人物の中から1位（5ポイント）、2位（3ポイント）、3位（1ポイント）を選ぶ。当初の投票期限は2013年11月15日だったが、11月20日、FIFAは「当初の投票期限までに、投票有資格者の50%以下の投票しか集まらなかった」という理由で、投票期限を11月29日まで延長することを発表した。また、「当初の投票期限までになされた投票については、投票先を変更可能である」と発表した。
2014年1月13日の発表でレアル・マドリードのクリスティアーノ・ロナウドが、他候補を僅差で上回り5年ぶりに受賞した
クリスティアーノ・ロナウドの得票率は27.99%で1位、2位はバルセロナのリオネル・メッシで24.72%、バイエルン・ミュンヘンのフランク・リベリーが23.36%で3位だった
3位のフランク・リベリーはFIFAバロンドールの過去4回のうち、リーガ・エスパニョーラ所属選手以外で3位以内に入った初の選手となった

## FIFAバロンドール
2013年10月29日、FIFAバロンドールにノミネートされた10人の選手が発表された。12月9日、最終候補者3人が発表された。

### 最終候補者
| 順位 | 選手                       | 国籍         | 所属クラブ             | 得票率 |
| ---- | -------------------------- | ------------ | ---------------------- | ------ |
| 1位  | クリスティアーノ・ロナウド | ポルトガル   | レアル・マドリード     | 27.99% |
| 2位  | リオネル・メッシ           | アルゼンチン | バルセロナ             | 24.72% |
| 3位  | フランク・リベリー         | フランス     | バイエルン・ミュンヘン | 23.36% |

### その他の候補者
| 順位 | 選手                                   | 国籍             | 所属クラブ                        | 得票率 |
| ---- | -------------------------------------- | ---------------- | --------------------------------- | ------ |
| 4位  | ズラタン・イブラヒモビッチ             | スウェーデン     | パリ・サンジェルマン              | 5.29%  |
| 5位  | ネイマール                             | ブラジル         | サントス / バルセロナ             | 3.17%  |
| 6位  | アンドレス・イニエスタ                 | スペイン         | バルセロナ                        | 2.08%  |
| 7位  | ロビン・ファン・ペルシ                 | オランダ         | マンチェスター・ユナイテッド      | 1.79%  |
| 8位  | アリエン・ロッベン                     | オランダ         | バイエルン・ミュンヘン            | 1.77%  |
| 9位  | ガレス・ベイル                         | ウェールズ       | トッテナム / レアル・マドリード   | 1.32%  |
| 10位 | アンドレア・ピルロ                     | イタリア         | ユヴェントス                      | 1.11%  |
| 11位 | ラダメル・ファルカオ                   | コロンビア       | アトレティコ・マドリード / モナコ | 1.08%  |
| 12位 | ヤヤ・トゥーレ                         | コートジボワール | マンチェスター・シティ            | 0.99%  |
| 13位 | ロベルト・レヴァンドフスキ             | ポーランド       | ボルシア・ドルトムント            | 0.92%  |
| 14位 | フィリップ・ラーム                     | ドイツ           | バイエルン・ミュンヘン            | 0.82%  |
| 15位 | シャビ・エルナンデス                   | スペイン         | バルセロナ                        | 0.81%  |
| 16位 | メスト・エジル                         | ドイツ           | レアル・マドリード / アーセナル   | 0.71%  |
| 17位 | バスティアン・シュヴァインシュタイガー | ドイツ           | バイエルン・ミュンヘン            | 0.43%  |
| 17位 | トーマス・ミュラー                     | ドイツ           | バイエルン・ミュンヘン            | 0.43%  |
| 19位 | ルイス・スアレス                       | ウルグアイ       | リヴァプール                      | 0.39%  |
| 20位 | エディンソン・カバーニ                 | ウルグアイ       | ナポリ / パリ・サンジェルマン     | 0.36%  |
| 21位 | ティアゴ・シウバ                       | ブラジル         | パリ・サンジェルマン              | 0.24%  |
| 22位 | エデン・アザール                       | ベルギー         | チェルシー                        | 0.16%  |
| 23位 | マヌエル・ノイアー                     | ドイツ           | バイエルン・ミュンヘン            | 0.08%  |

## FIFA女子最優秀選手賞
2013年10月29日、FIFA女子最優秀選手賞にノミネートされた10人の選手が発表された。12月9日、最終候補者3人が発表された。

### 最終候補者
| 順位 | 選手                 | 国籍           | 所属クラブ                           | 得票率 |
| ---- | -------------------- | -------------- | ------------------------------------ | ------ |
| 1位  | ナディネ・アンゲラー | ドイツ         | フランクフルト / ブリスベン・ロアー  | 18.85% |
| 2位  | アビー・ワンバック   | アメリカ合衆国 | ウェスタン・ニューヨーク・フラッシュ | 15.02% |
| 3位  | マルタ               | ブラジル       | ティーレソー                         | 14.02% |

### その他の候補者
| 順位 | 選手                     | 国籍           | 所属クラブ                            | 得票率 |
| ---- | ------------------------ | -------------- | ------------------------------------- | ------ |
| 4位  | レナ・ゲースリンク       | ドイツ         | ヴォルフスブルク                      | 11.98% |
| 5位  | アレックス・モーガン     | アメリカ合衆国 | ポートランド・ソーンズ                | 11.74% |
| 6位  | ロッタ・シェリン         | スウェーデン   | オリンピック・リヨン                  | 7.87%  |
| 7位  | 熊谷紗希                 | 日本           | フランクフルト / オリンピック・リヨン | 7.19%  |
| 8位  | 大儀見優季               | 日本           | トゥルビネ・ポツダム / チェルシー     | 5.15%  |
| 9位  | ニッラ・フィッシェル     | スウェーデン   | リンシェーピング / ヴォルフスブルク   | 4.25%  |
| 10位 | クリスティン・シンクレア | カナダ         | ポートランド・ソーンズ                | 3.93%  |

## FIFA男子最優秀監督賞
2013年10月29日、FIFA男子最優秀監督賞にノミネートされた10人の監督が発表された。12月9日、最終候補者3人が発表された。

### 最終候補者
| 順位 | 監督                     | 国籍           | 指導チーム                   | 得票率 |
| ---- | ------------------------ | -------------- | ---------------------------- | ------ |
| 1位  | ユップ・ハインケス       | ドイツ         | バイエルン・ミュンヘン       | 37.30% |
| 2位  | ユルゲン・クロップ       | ドイツ         | ボルシア・ドルトムント       | 15.77% |
| 3位  | アレックス・ファーガソン | スコットランド | マンチェスター・ユナイテッド | 14.55% |

### その他の候補者
| 順位 | 監督                         | 国籍       | 指導チーム                                | 得票率 |
| ---- | ---------------------------- | ---------- | ----------------------------------------- | ------ |
| 4位  | ビセンテ・デル・ボスケ       | スペイン   | スペイン代表                              | 9.14%  |
| 5位  | ジョゼ・モウリーニョ         | ポルトガル | レアル・マドリード / チェルシー           | 7.39%  |
| 6位  | ルイス・フェリペ・スコラーリ | ブラジル   | ブラジル代表                              | 4.24%  |
| 7位  | カルロ・アンチェロッティ     | イタリア   | パリ・サンジェルマン / レアル・マドリード | 3.48%  |
| 8位  | アーセン・ベンゲル           | フランス   | アーセナル                                | 3.31%  |
| 9位  | ラファエル・ベニテス         | スペイン   | チェルシー / ナポリ                       | 2.55%  |
| 10位 | アントニオ・コンテ           | イタリア   | ユヴェントス                              | 2.27%  |

## FIFA女子最優秀監督賞
2013年10月29日、FIFA女子最優秀監督賞にノミネートされた10人の監督が発表された。12月9日、最終候補者3人が発表された。

### 最終候補者
| 順位 | 監督               | 国籍         | 指導チーム       | 得票率 |
| ---- | ------------------ | ------------ | ---------------- | ------ |
| 1位  | ジルフィア・ナイト | ドイツ       | ドイツ代表       | 30.29% |
| 2位  | ラルフ・ケラーマン | ドイツ       | ヴォルフスブルク | 13.75% |
| 3位  | ピア・スンドハーゲ | スウェーデン | スウェーデン代表 | 12.38% |

### その他の候補者
| 順位 | 監督                       | 国籍           | 指導チーム             | 得票率 |
| ---- | -------------------------- | -------------- | ---------------------- | ------ |
| 4位  | シンディ・パーロウ・コーン | アメリカ合衆国 | ポートランド・ソーンズ | 10.15% |
| 5位  | パトリス・レア             | フランス       | オリンピック・リヨン   | 7.10%  |
| 6位  | エヴェン・ペレルード       | ノルウェー     | ノルウェー代表         | 7.02%  |
| 7位  | ジル・エケム               | フランス       | U-19フランス代表       | 6.84%  |
| 8位  | ケネト・ハイナー＝メラー   | デンマーク     | デンマーク代表         | 4.35%  |
| 9位  | シェリー・カー             | スコットランド | アーセナル             | 4.25%  |
| 10位 | アンナ・シグネル           | スウェーデン   | スコットランド代表     | 3.87%  |

## FIFA/FIFProワールドイレブン
| ポジション | 選手                       | 国籍         | 所属クラブ             |
| ---------- | -------------------------- | ------------ | ---------------------- |
| GK         | マヌエル・ノイアー         | ドイツ       | バイエルン・ミュンヘン |
| DF         | ダニエウ・アウヴェス       | ブラジル     | バルセロナ             |
| DF         | セルヒオ・ラモス           | スペイン     | レアル・マドリード     |
| DF         | ティアゴ・シウバ           | ブラジル     | パリ・サンジェルマン   |
| DF         | フィリップ・ラーム         | ドイツ       | バイエルン・ミュンヘン |
| MF         | シャビ・エルナンデス       | スペイン     | バルセロナ             |
| MF         | アンドレス・イニエスタ     | スペイン     | バルセロナ             |
| MF         | フランク・リベリー         | フランス     | バイエルン・ミュンヘン |
| FW         | リオネル・メッシ           | アルゼンチン | バルセロナ             |
| FW         | ズラタン・イブラヒモビッチ | スウェーデン | パリ・サンジェルマン   |
| FW         | クリスティアーノ・ロナウド | ポルトガル   | レアル・マドリード     |

## FIFAプスカシュ賞
| 順位 | 選手                       | 国籍         | 所属クラブ            | 得票率 |
| ---- | -------------------------- | ------------ | --------------------- | ------ |
| 1位  | ズラタン・イブラヒモビッチ | スウェーデン | パリ・サンジェルマン  | 48.7%  |
| 2位  | ネマニャ・マティッチ       | セルビア     | ベンフィカ            | 30.8%  |
| 3位  | ネイマール                 | ブラジル     | サントス / バルセロナ | 20.5%  |

## FIFAフェアプレー賞
- アフガニスタンサッカー連盟

## FIFA会長賞
- ジャック・ロゲ

## FIFA名誉バロンドール
- ペレ